# 코트니 테일러

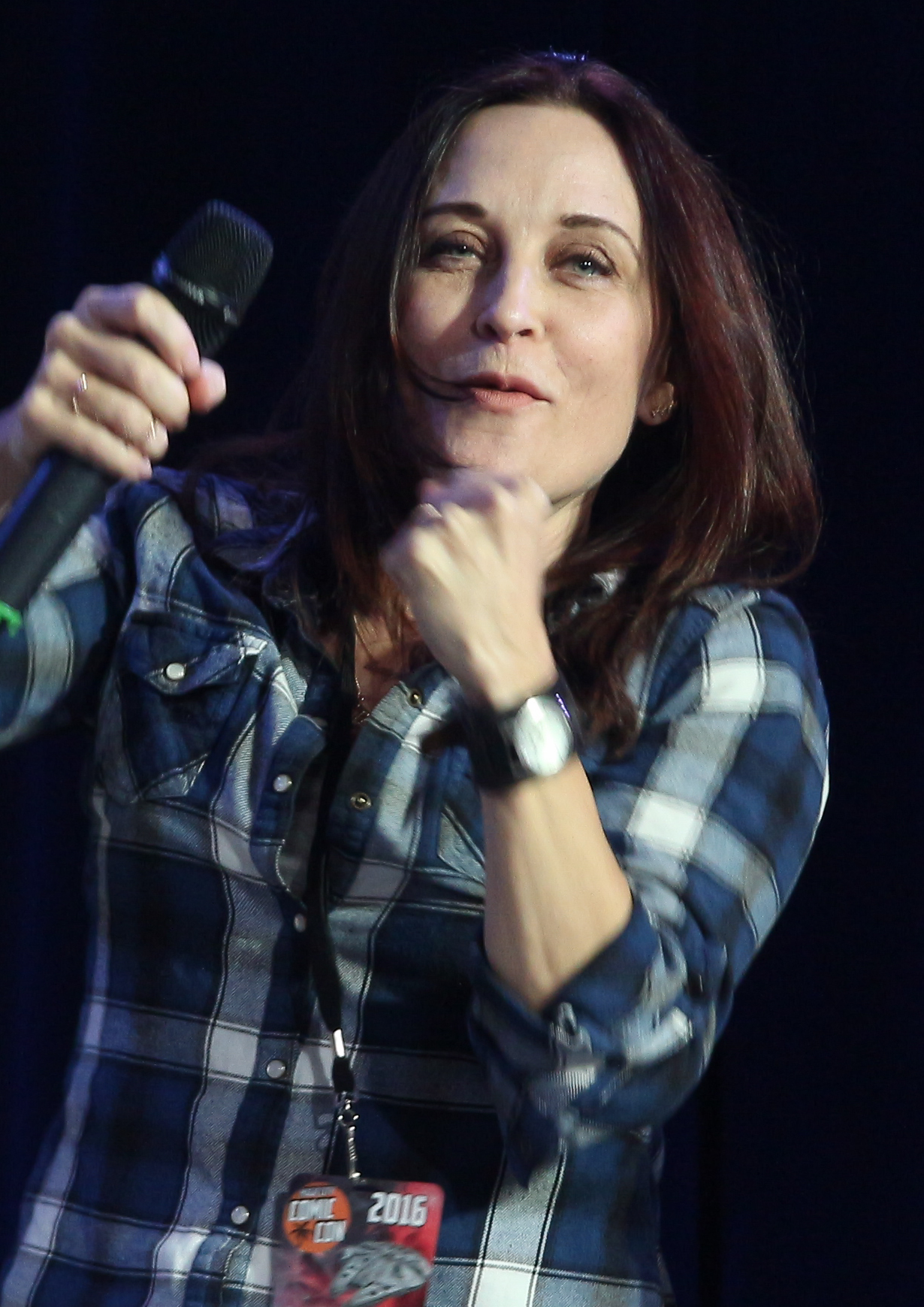

코트니 테일러(Courtenay Taylor, 1969년 7월 19일 ~ )는 미국의 성우, 영화배우이다.
샌프란시스코에서 태어났다.

## 영화
- 로디드 (2013년)
- 3 기저스! (2013년) - 리사 역
- 루버 (2010년) - 캅 데니스 역
- 스타렛 (2008년)
- 테이크 (2007년)
- 에너미 라인스 2 - 악의 축 (2006년)
- 리틀 체니어 (2006년)
- 더 빅 원 (2005년)